# Alfredo Ricci (politico)
Alfredo Ricci (Cassino, 4 dicembre 1980) è un politico e avvocato italiano.

## Biografia
Nato a Cassino nel 1980, ha conseguito la laurea in giurisprudenza presso la Luiss Guido Carli di Roma, e svolge a Venafro la professione di avvocato.
Dal 2007 al 2010 è stato consigliere del Consorzio di bonifica della Piana di Venafro. Nell'aprile 2008 è eletto per la prima volta al consiglio comunale di Venafro per una lista civica di centro-destra; rieletto nel 2013, è stato anche assessore e vicesindaco. Nel giugno 2009 è eletto consigliere della Provincia di Isernia, rimanendovi fino all'ottobre 2014. Alle elezioni del 2018 è candidato dal centro-destra alla carica di sindaco di Venafro, risultando eletto con il 60% delle preferenze.
Sostenuto da Angelo Michele Iorio e dalla destra molisana, il 25 agosto 2019 è eletto presidente della Provincia di Isernia con il 52,49% dei voti, avendo la meglio contro il candidato centrista Felice Ianiro, sindaco di Frosolone. Viene rieletto per un secondo mandato il 16 gennaio 2022.
Alle elezioni comunali del 2023 si ricandida alla carica di sindaco di Venafro risultando eletto per la seconda volta con il 52% delle preferenze.